# Кухня Сент-Люсії
Кухня Сент-Люсії є поєднанням французьких, східно-індійських та британських страв. До колонізації кариби і араваки займали острів, виживаючи за рахунок різних фруктів та овочів, таких як манго, цитрусові, авокадо та плоди хлібного дерева.

## Спеціалітети

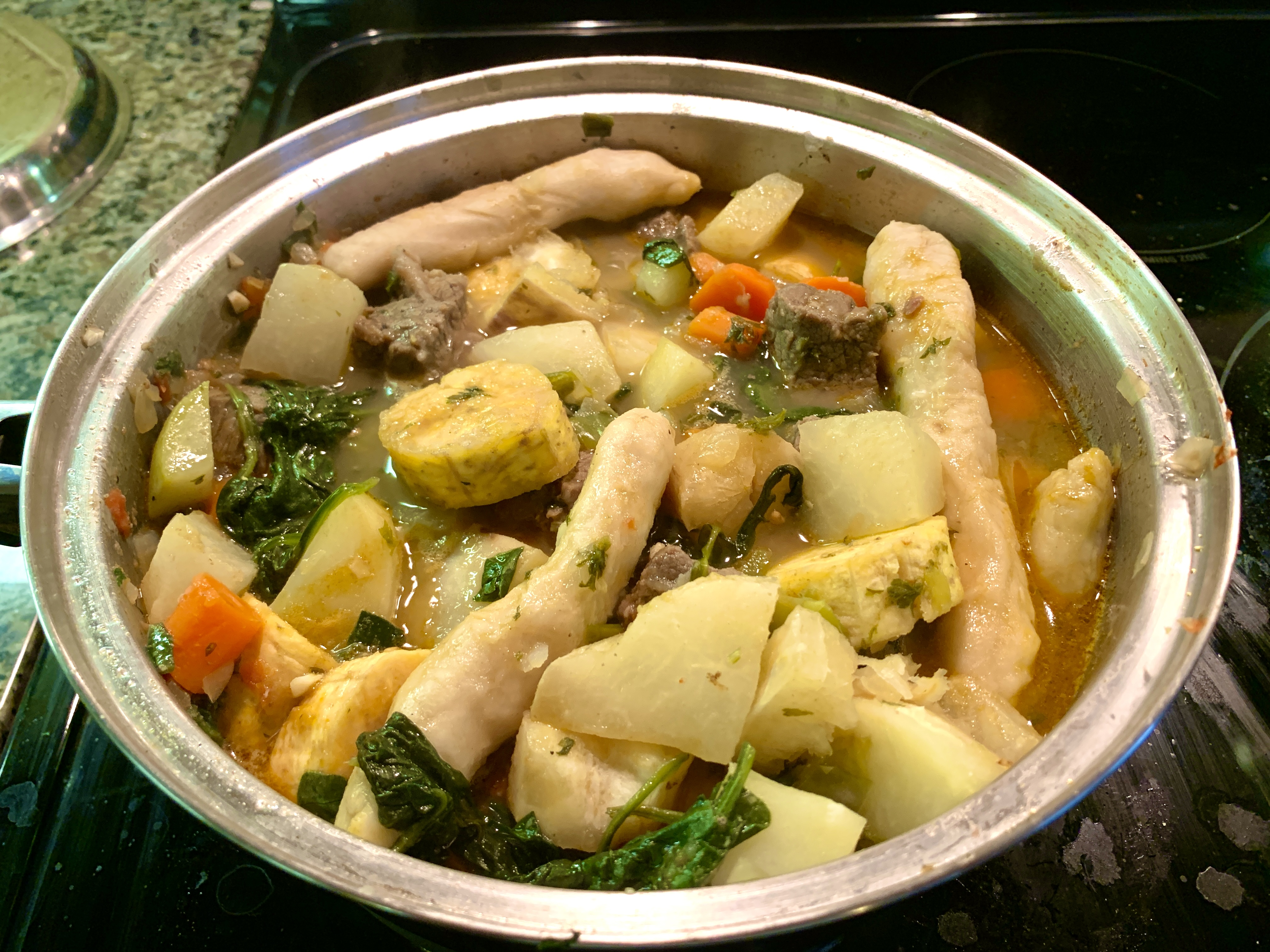
Буйон

Сент-Люсія відома своєю національною стравою, що складається із зелених бананів та солоної риби, яку острів'яни називають green figs and saltfish; плоди хлібного дерева та солона риба також є улюбленою їжею у місцевих мешканців.

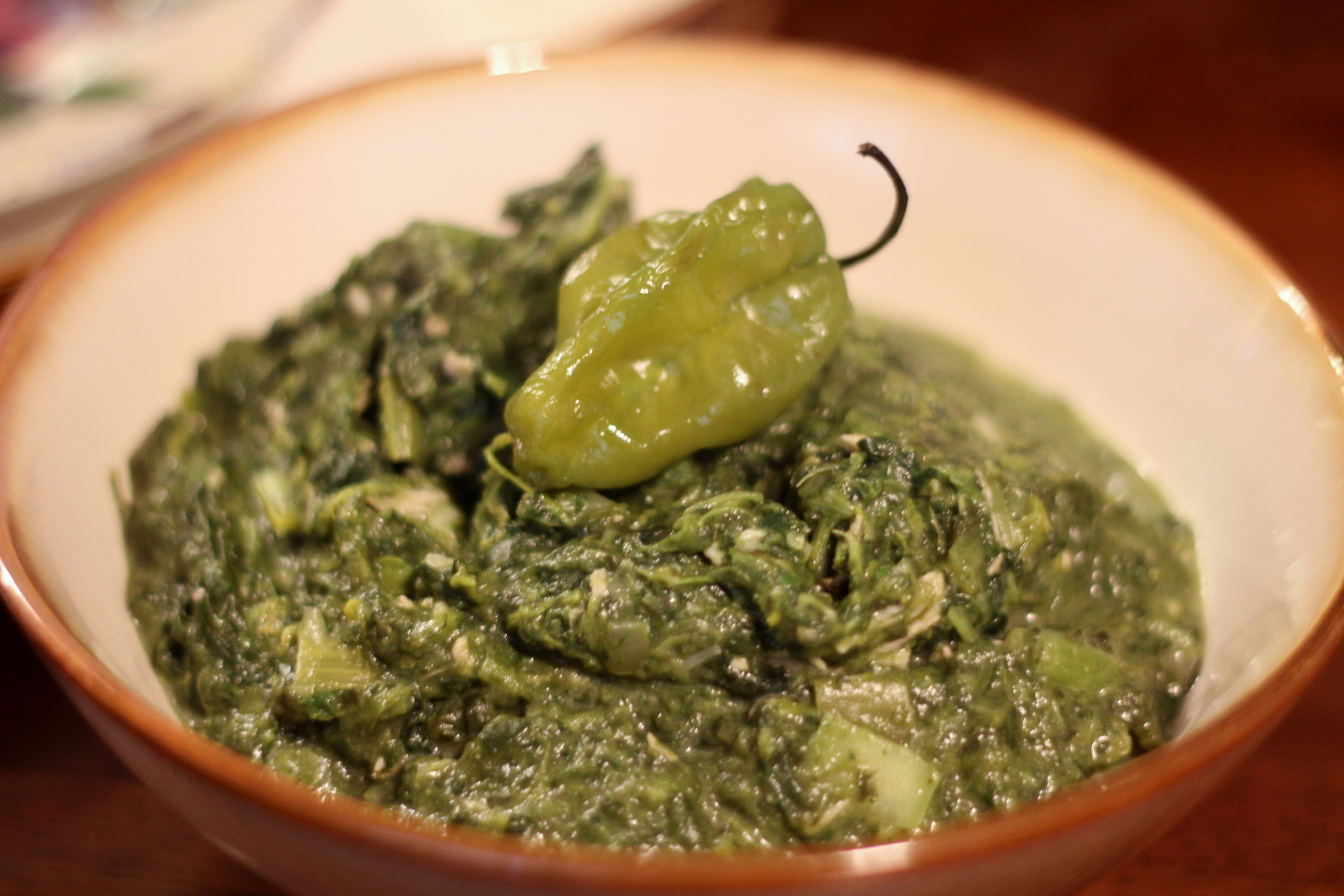
Суп каллалу

Інші фірмові страви включають страву, відому як буйон (вouyon): суп або рагу з червоної квасолі з м'ясом, подрібненими місцевими бульбами, овочами. Інші популярні місцеві страви, це суп з листя каллалу (callaloo); аккра (accra) - смажена закуска, що складається з борошна, яєць, приправ та основного інгредієнта, солоної риби, готують зазвичай під час Великодня; салат із зелених інжирів; какао (традиційний сніданок, гарячий напій зі спеціями); випічка (смажений хліб, його також називають floats).

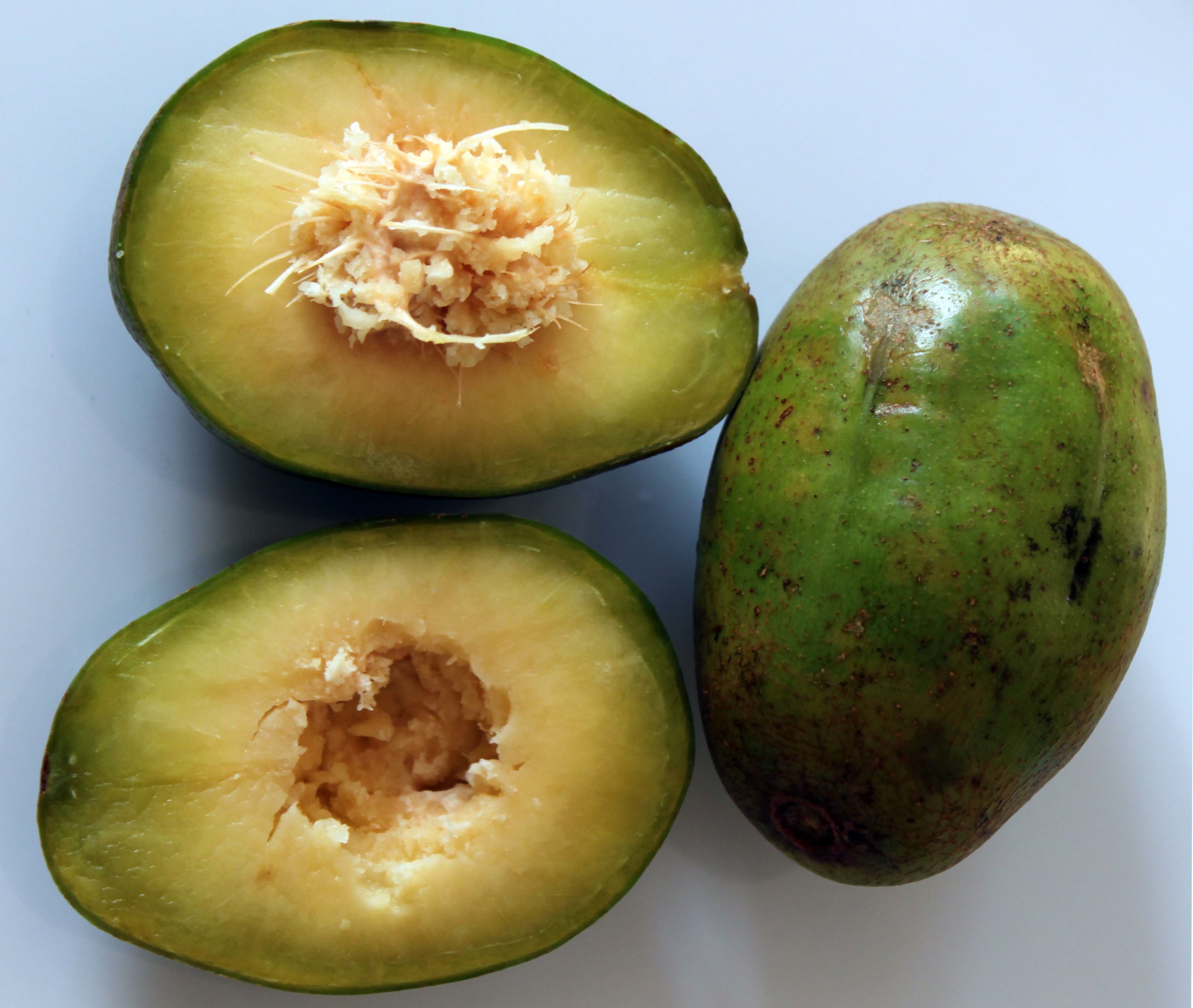
Золоте яблуко або яблуко Цитери

Британський та індійський вплив на кухню острова видно у різноманітності спецій, що використовуються у місцевій кухні, включаючи часник, корицю, мускатний горіх, какао, петрушку, гвоздику та запашний перець. Широкий асортимент місцевих фруктів, таких як яблуко Цитери, манго, карамбола, тамаринд використовується для приготування соків, а сік лайма (освіжаючий напій lime squash) здається найпопулярнішим вибором у поєднанні з місцевими делікатесами.